# Kreuzzeitung
Neue Preussische Zeitung, efter titelvinjetten (Järnkorset) vanligen kallad Kreuzzeitung, var en i Berlin 1848, med Hermann Wagener som huvudredaktör (till 1853) uppsatt konservativ dagstidning. 
Tidningen hade anknytning till den gammalpreussiska adeln, den kyrkliga ortodoxin och de agrariska intressena. Den var ursprungligen organ för Konservativa partiet i Preussen, från 1876 för Tysk-konservativa partiet och från 1918 för den gammalpreussiskt konservativa flygeln inom det Tysknationella folkpartiet. Åren 1881-95 var Wilhelm Joachim von Hammerstein huvudredaktör, han följdes av Hermann Kropatscheck (1906) och Th. Müller-Fürer (1912; död 1913).
Tidningen bytte 1929 namn till Neue Preussische Kreuzzeitung övertogs av Nationalsocialistiska tyska arbetarepartiet (NSDAP) 1937 och upphörde utkomma 1939.